# 菲诺莫尔纳斯科
菲诺莫尔纳斯科（義大利語：Fino Mornasco），是意大利科莫省的一个市镇。总面积7.26平方公里，人口9511人，人口密度1310.1人/平方公里（2009年）。ISTAT代码为013102。